# Vanda hienii
Vanda hienii hay còn gọi là Hỏa hoàng Hiến, là một là một là một loài lan Vanda đặc hữu của Việt Nam, được Leonid Averyanov. và Nguyễn Văn Cảnh mô tả lần đầu vào năm 2019 với tên khoa học Ascocentrum hieni. Tên đặt để vinh danh Pham Võ Hiển, người phát hiện loài này ở  tìm thấy ở núi Chu Mu, Gia Lai.
Năm 2020, Ascocentrum hieni được gộp vào chi Vanda để trở thành Vanda hienii, là 1 loài phong lan nhỏ, thân cao từ 10 đến 17 cm, có lá cứng và xếp đối xứng 2 bên dài từ 4 đến 7 cm, rộng 10 dến 14mm; rễ mầu xanh xám. Phát hoa vươn thẳng từ 6 dén 10 cm với bông hoa màu tím. Mọc trên những dãy núi cao tới 1000m hoặc hơn. Cùng chung đặc điểm của các loài Hỏa Hoàng, chúng sống mạnh mẽ, nhưng rất dễ chết bởi bệnh thối đen lá.